# Sidi Yaya Keita
Sidi Yaya Keita (Bamako, 20 marzo 1985) è un ex calciatore maliano, centrocampista.

## Palmarès
- Coppa di Lega francese: 1

Strasburgo: 2004-2005
- Campionato francese di seconda divisione: 1

Lens: 2008-2009